# Агустин де Итурбиде
Агусти́н Косме Дамян де Иту́рбиде и Ара́мбуру (на испански: Agustín Cosme Damián de Itúrbide y Aramburu, 27 септември 1783 – 19 юли 1824) е мексикански военен и политически деец, първи император на Мексико (1822-1823).

## Ранни години
Агустин де Итурбиде е роден на 27 септември 1783 във Валядолид, Нова Испания (сега град Морелия - столица на мексиканския щат Мичоакан), в семейството на Хосе-Йоаким де Итурбиде и Мария-Хосефа де Арамбуру. Семейство Итурбиде са испански благородници от баски произход и едри колониални земевладелци - собственици на голямо колониално имение, на чифлици (асиендас) в Apeo и Гуарача, както и на обширни земи в Кирио. Агустин е единственият оцелял син на Хосе-Йоаким и Мария-Хосефа. Кръстен е на светите Козма и Дамян в катедралата на Валядолид.
След като завършва семинарията „Свети Николай“ в родния си град, известно време Агустин работи като управител в едно от именията на родителите си, където открива, че е отличен ездач. Още като млдеж Агустин се записва в кралската армия, където е приет като креол, но до 1806 успява да се издигне до чин лейтенант.
През 1805 г. Агустин се жени за Ана Мария Хосефа Рамона де Арте и Мунис, която по-късно става първа императрица на Мексико. Съпругата на Агустин също е член на богато благородническо семейство от Валядолид, което също притежава огромни поземлени владения.
Малко преди избухването на войната за независимостта на Мексико, Нова Испания е обхваната от политически безредици. Една от първите задачи на Агустин е да потуши бунта на Габриел де Йермо. Въпреки храбростта, която проявява в битките, Агустин рано си спечелва име на човек, който използва влиянието си за финансови самооблаги. Въпреки че по-късно той преминава на страната на роялистката армия, подкрепяща въстанието срещу Испания, още през 1809 г. във Валядолид Агустин де Итурбиде вероятно взема участие в неуспелия заговор за обявяване на независимостта на Мексико от Испания, начело на който стои генерал Хосе Мариано Мичелена. Някои историци смятат, че Аустин издава Мичелена, тъй като не е избран за водач на конспираторите.

## Агустин и Войната за независимост

### 1810-1816
След избухването на войната за независимост на Мексико през 1810 г. Мигел Идалго и Кастилия предлага на Агустн де Итурбиде ранга генерал на въстаническата армия. Агустин обаче отклонява предложението, за да се бие на страната на роялистите, подкрепящи испанската власт в Мексико. По време на войната Агустин се оказва изправен срещу водачите на мексиканската революция - генерал Хосе-Мария Морелос и Висенте Гереро. Първият сблъсък на Агустин де Итурбиде с революционерите е при долината Толука през 1810 г., на пътя между Валядолид и Мексико сити. Сражението между роялисти и революционери става на левия бряг на река Лерма в края на октомври и остава известно като Битката при Монте де лас Крусес. Битката е неуспешна за роялистите, които допускат бунтовниците да заемат град Толука. Въпреки този неуспех Агустин де Итурбиде се отличава в боя с храбростта и издръжливостта си. Следващата важна битка на Итурбиде е в родния му Валядолид, където той се изправя срещу самия Морелос. Агустин лично води отбраната на града. Благодарение на тактическите си умения и лидерските си качества Итурбиде успява да разбие обсадата на Морелос, принуждавайки бунтовниците да се оттеглят в горите. Капитан Итурбиде ръководи прочистването на района от бунтовници и успява да залови един от командирите им – Албино Район, което му осигурява поредното повишение. През 1813 вицекрал Феликс Мария Кайеха повишава Агустин в чин полковник и му поверява командването на полка в Селая. На следващата година Итурбиде получава командването на частите в областта Бахио в Гуанахуато, където той продължава ожесточената борба срещу бунтовниците в оспорвания регион, превръщайки се в основния военен опонент на Морелос в периода 1813-1815 г.
Решаващият сблъсък между войските на Агустин де Итурбиде и Хосе-Мария Морелос е на 5 януари 1814 г. при градчето Пуруаран (днес град Турикато в щата Мичоакан). В тази битка бунтовниците претърпяват толкова тежко поражение от войските на Итурбиде, че Морелос е принуден да се оттегли в Санта Лусия и да предаде командването на бунтовниците на Марино Матаморос и Игнасио Район. Резултатът от битката при Пуруаран за бунтовниците е 600 убити и 700 пленени, което решава изхода от войната. През 1815 Морелос най-накрая е заловен и екзекутиран.

### Отстраняване от командването
Отношението на вицекраля към Агустин де Итурбиде се променя, след като към полковника са отправени обвинения в жестокост и корупция. Отношението на Итурбиде към въстаниците е добре известно както и възгледите му срещу либералите и републиканците. В дневника си той нарича бунтовниците бандити, развратници и безбожници. В писмо до вицекраля от 1814 г. Итурбиде се хвали, че е екзекутирал 300 бунтовници, за да отпразнува Разпети петък. Обвиненията към Агустин в произвол и жестокост към мирното население са отправени заради затварянето на майки, съпруги и деца на бунтовници. Относно обвиненията в корупция, граф Галбес многократно отбелязва, че значителното забогатяване на офицерите, от които най-забележително е това на Итурбиде, действат демотивиращо на войниците. До 1816 Агустин де Итурбиде успява да натрупа значително състояние чрез съмнителни практики. Част от тях са и търговските монополи, които Агустин установява в областите под негов контрол. Освен това полковникът е обвинен и в присвояване на значителни суми от бюджета на войската. Така през 1816 г. вицекралят отстранява Агустин де Итурбиде от длъжност заради корупция. Една година по-късно обаче обвиненията срещу Итурбиде са оттеглени, след като неговите привърженици и отявлени монархисти във вицекралския съвет оказват значителен натиск върху вицекраля. Освен това тези хора успяват да убедят вицекраля, че Итурбиде е необходим за окончателното ликвидиране на бунтовниците. Въпреки реабилитацията си Итурбиде никога не забравя нанесеното му унижение от страна на испанците.

### Борба срещу Гереро
През ноември 1820 г. вицекрал Хуан-Руис де Аподака връща окончателно Агустин във военното командване. Итурбиде отново е удостоен с чин полковник от кралската армия, а освен това му е връчен и чин генерал-губернатор на Южна Нова Испания. За няколко години след разгрома на Морелос при Пуруаран бунтовническото движение в Мексико затихва значително. Въпреки това Агустин де Итурбиде получава нареждането да ликвидира остатъците от въстаническите отряди на югозапад от град Мексико, предвождани от Висенте Гереро. Въпреки възстановяването му на длъжност Агустин продължава да краде от парите, отпуснати за операцията. Той установява щаб-квартирата си в Телолоапан (в щата Гереро, югозападно Мексико); въпреки усилията си Итурбиде не успява да разбие отрядите на Гереро, който е успял да натрупа значителен лидерски и военен опит през годините, в които се е сражавал срещу войските, изпратени за залавянето му. Освен това Гереро успява да постигне важен обрат в борбата срещу Агустин де Итурбиде. Така на 2 януари 1821 г. Гереро успява да нанесе сериозен удар върху частите на Итурбиде, което окончателно кара последния да се усъмни, че е способен да се справи с бунтовника.

## Промяна на позицията

### Креолска революция
През периода 1810-1820 Итурбиде се бие срещу тези, които целят да премахнат испанското управление в Мексико и да заменят колониалния режим с независима република. През това време Агустин де Итурбиде е тясно обвързан с креоската класа. Въпреки това някои събития в Испания поставят тази прослойка в трудно положение, тъй като монархията, за която креолите се застъпват, е поставена в опасност. През 1812 в Кадис е приета Конституция, която детронира испанския крал Фернандо VII и установява република. Фернандо VII успява да си върне властта и да отмени Конституцията, което успокоява креолите в американските колонии на Испания. През 1820 обаче в Испания избухва революция, която принуждава краля да приеме либералните идеи на Кадиската конституция. В Мексико обаче са убедени, че монархията рано или късно ще бъде отменена окончателно, което ще доведе до разлагане на властта на метрополията в Мексико и до появата на опасен политически вакуум, който мексиканските благородници целят да запълнят, търсейки ограничено представителство или автономия в рамките на Испанската империя. Креолите достигат до идеята, че ако Мексико получи автономия или независимост и Фернандо VII бъде детрониран от испанския престол, той би могъл да стане император на Мексико.

### Съюз с Гереро
Агустин де Итурбиде също достига до идеята, че независимостта е единственият начин да се избегне установяване на републиканско управление в Мексико. Така Итурбиде решава да стане водач на креолското движение за независимост на Мексико. За целта обаче Агустин е принуден да обедини силите си с либералното бунтовническо движение, поземлената върхушка и църквата. Агустин започва преговори с Гереро и демонстрира желанието си за установяване на независимо Мексико. Итурбиде предлага на Гереро пълно опрощение, ако се предаде. Гереро категорично отказва да го направи, но се съгласява да се срещне с Агустин, за да обсъдят независимостта. Двамата се срещат, за да обсъдят изработения от Итурбиде „План де Игуала“ за извоюване на независимост.

### План Игуала
Планът Игуала представлява неясно формулиран документ за прехвърляне на центъра на властта над Нова Испания от Мадрид в Мексико. По същество планът предвижда довеждане на крал Фернандо VII в Мексико, където да управлява като суверен. В случай че кралят откаже да дойде в Мексико, планът предвижда за монарх да бъде избран друг член на Бурбонската династия. Планът от Игуала предвижда Мексико да бъде независимо от Испания, официалната религия да бъде католицизмът, както и да се гарантира равенството между креолите и испанците, живеещи в новата държава.
Обещанието за независимост от Мадрид кара бунтовниците в Мексико да приемат плана. Манифестацията на върховенство на католицизма цели да привлече към каузата католическото духовенство в Мексико, което се страхува от неясното отношение на републиканците към религията. С идеята за равенство между креолите и испанците в Мексико (т.н. „пенинусарес“) Итурбиде цели да успокои последните, че тяхното имущество в Мексико ще остане непокътнато. Агустин ясно осъзнава, че ако испанците, които държат по-голямата част от търговския капитал и обработваемата земя в Мексико, напусната страната, това ще се отрази пагубно на мексиканската икономика.
Планът Игуала получава широка подкрепа, тъй като предвижда извоюване на мексиканската независимост, без да накърнява интересите на едрите собственици и без да засяга характера на социалните отношения в страната. По този начин Агустин де Итурбиде успява да обедини бунтовниците и роялистките сили в общата борба срещу властта на испанското правителство и срещу остатъците от правителството на испанския вицекрал на Мексико. Така планът обединява дотогавашните врагове в общата борба срещу Испания. Фактът, че планът на Итурбиде временно обединява различните прослойки в мексиканското общество, без да заличи техните противоречия, е причина за вътрешната нестабилност на страната в годините след обявяването на независимостта ѝ.
Планът Игуала обаче е отхвърлен от Фернандо VII и неговия вицекрал. Кралят назначава нов вицекрал на Мескико – Хуан О'Донохю, когото Итурбиде безуспешно се опитва да привлече на своя страна.

## Независимостта
Според плановете на заговорниците обединените им свойски трябва да се насочат към град Мексико от няколко посоки – стратегия, която Морелос не успява да приложи успешно през 1811-1814 г. Този път обаче Итурбиде разполага с подкрепата на бившата роялистка армия. Походът към Мексико започва на 21 септември 1821 г. – рождения ден на Итурбиде. Армията е посрещната от ликуващото население на града с триумфални арки и украсени с трикольори сгради.
Испанската армия се оттегля. Вицекралят Хуан О'Донохю е арестуван и е затворен в крепостта Сан Хуан де Улуа, където подписва договор с Итурбиде, известен като Договора от Кордоба. Също като плана Игуала и този договор гарантира автономията на Нова Испания от Испанската империя. За суверен на Мексико договорът предвижда да бъде поканен крал Фернандо VII или брат му Дон Карлос, а ако и двамата откажат, то короната да бъде предложена на някого от членовете на другите европейски кралски фамилии. Междувременно страната трябва да се управлява от регентски съвет, който да заеме мястото на вицекраля.
Итурбиде поема поста Председател на Временноуправляващата хунта, която поема временното управление на независимо Мексико. Хунтата се състои от 36 членове и притежава законодателна власт до избирането на представителен Конгрес. Новото правителство обаче се намира под контрола на Агустин де Итурбиде, тъй като хунтата се състояло изцяло от негови хора. Извън състава на хунтата останали представители на републиканското бунтовническо движение и на либералните кръгове. Така единствено Итурбиде и неговите креоли реално упражнявали властта в страната. Оказва се, че Итурбиде използва движението, довело до независимостта на Мексико, повече за да съхрани привилегированото положение на местния елит, но не и да предостави еднакви демократични права на народните маси.
Скоро Итурбиде и съпругата му се преместват в Мексико, където се настанява в обширен палат, останал известен като Дворецът Итурбиде'. Там Агустин де Итурбиде започва да води екстравагантен живот, отпускайки си огромни суми за издръжка. Освен това той открито фаворизира хората от своята армия, измежду които назначава и държавните министри. Междувременно крал Фернандо VII отказва мексиканската корона и забранява на всичките си роднини да я приемат.

## Император Агустин I
Малко след като Испания подписва Договора от Кордоба, тя се отмята от сделката с Итурбиде. Крал Фернандо VII успява да се наложи над републиканците в Испания и да увеличи престижа си извън страната. Той дори съставя план за възстановяване на испанската власт в колониите. Поради тази причина нито един европейски аристократ не посмява да приеме мексиканската корона. Междувременно хунтата, която Итурбиде ръководи, успява да свика Учредителен конгрес, който да приеме конституция и да установи структурата на новата власт. Новото управление на страната е основано на непрякото народно представителство по кадиски модел. Агустин де Итурбиде обаче не приема начина, по който новата власт ограничава правата на имотните класи. Това е причина Итурбиде и хунтата да обявят, че не приемат Кадиската конституция, но и че запазват свикания Конгрес. Това е причина за появата на разделение, което става очевидно през февруари 1822, когато Конгресът си присвоява еднолично упражняването на суверенната власт и решава да намали броя на армията и размера на нейното заплащане. Тези решения на Конгреса заплашват влиянието на Итурбиде, както над сегашното, така и над бъдещите правителства. Това довежда до политическа дестабилизация, временно преодоляна след като Итурбиде приема императорската корона.
Няма единно мнение по въпроса дали Итурбиде се увенчава с императорската корона на Мексико чрез истинската подкрепата на народа или за да изпревари политическите събития. Някои източници посочват, че действията на Агустин де Итурбиде представляват преврат, тъй като той и хората му манипулирали успешно общественото мнение в своя полза, докато други са на мнение, че предложението той да заеме престола е следствие от липсата на реален и авторитетен кандидат за императорския пост. Някои сведения обаче потвърждават, че Агустин първоначално отказва да се възкачи на престола, за да даде възможност на Фернандо VII да промени решението си и да поеме управлението на Мексико, и че малко по-късно Итурбиде приема с неохота короната.
Много свидетелства потвърждават, че през май 1822 огромна тълпа се събира пред двореца Итурбиде, скандирайки Да живее Итурбиде! и настоявайки той да се качи на престола. Някои историци твърдят, че тази демонстрация е организирана от самия Итурбиде или от хората му. След като приема предложението, Итурбиде се явява пред Конгреса, а хората му заемат наблюдателните трибуни в залата. В тази обстановка Конгресът гласува с мнозинство доверие на Агустин и му връчва титлата Агустин I, конституционен император на Мексико.
Коронацията на Агустин де Итурбиде е извършена на 21 юли 1822 г. в Градската катедрала на Мексико. Подражавайки на Наполеон, Итурбиде сам поставя короната на главата си.
Не всички обаче приемат Итурбиде за свой император. Коронацията на Итурбиде разбива надеждите на републиканците и влиза в противоречие с условията на Плана Игуала и на Договора от Кордоба. Голяма част от едрите земеделци са подкрепили Итурбиде, плана и договора, тъй като са виждали в тях възможност за приемственост между новия режим в страната и стария колониален ред, от който са черпили облаги. Коронацията на Итурбиде обаче води до скъсване с Испания и колониалните практики, което дистанцира Итурбиде от традиционните му поддръжници.
Най-силната опозиция срещу Итурбиде се формира в Конгреса. Голяма част от членовете му са републикански настроени, а много от тях са и масони. За да задуши опозицията на Конгреса, Итурбиде разпуска събранието на 31 октомври 1822 г. и назначава нова хунта, която да е отговорна единствено пред императора. Освен това императорът започва преследване срещу враговете си, арестувайки между 19 и 20 бивши членове на Конгреса. Репресиите не успокояват положението, а само настройват срещу императора голяма част от привържениците му сред политиците и военните, които не приемат подигравката с националното представителство.
Към неспокойната вътрешна обстановка се прибавя и нестабилното международно положение на Мексико. Нито една европейска държава не се решава да признае независимостта на страната, а и над Мексико продължава да виси опасността от испанска интервенция.
Икономическата политика на Агустин бързо стопява финансите на страната. За да повдигне престижа си, императорът отменя много от колониалните данъци. Въпреки затрудненото финансово положение обаче той не намалява заплащането на войската и не престава да се обгражда с разкош. Това не продължава дълго. Скоро Агустин I се оказва неспособен за изплаща заплатите на войниците, което разклаща основата на властта му – армията. Командири от армията, сред които и Санта Анна, организират заговор срещу Агустин I, убедени, че републиканската форма на управление е най-сигурният начин да се сложи край на едноличния деспотизъм. Санта Анна заедно с други офицери от армията публично се обявяват срещу императора през декември 1822 г. Итурбиде се опитва да се справи със заплахата, като кани Санта Анна в Мексико сити, но последният отказва и през пролетта на 1823 г. прокламира своя План де Каса Мата, с който призовава Агустин I да абдикира, империята да бъде отменена и да се формира република с писана конституция. Освен това много територии от днешна Централна Америка заявяват желанието си за независимост от властта на Мексико. През 1823 властите на Ел Салвадор, Никарагуа, Коста Рика и Панама свикват Конгрес и се обявяват за независими от Мексико и Испания под името Обединени провинции на Централна Америка.
Санта Анна насочва войските си срещу Мексико сити, успявайки да постигне няколко победи по пътя. Агустин I изпраща войски да спрат настъплението на Санта Анна, но резултатът е незадоволителен. На 1 февруари 1823 г. Агустин I и Санта Анна се срещат, за да подпишат плана на Санта Анна, който предвижда повторно свикване на Конгреса, абдикацията на Итурбиде и изпращането му в изгнание. Итурбиде спазва обещанието си – той свиква отново разпуснатия през 1822 г. Конгрес и обявява абдикацията си пред него. Конгресът отказва да приеме абдикацията на императора под предлог, че това би означавало, че монархията в Мексико е легитимна. Вместо това Конгресът обявява за недействителен собствения си избор на Итурбиде за император. След този акт управлението на Мексико преминава в ръцете на т.нар. Триумвират (съставен от трима генерали от войската), а Агустин де Итурбиде заминава за Европа.

## Изгнание
На 11 май 1823 г. бившият император Агустин I заедно със съпругата и децата си се качва на английския кораб Rowlines и отплава за Ливорно, Италия. В Италия семейство Итурбиде наема малка селска къща, в която Агустин започва да пише мемоарите си. Под натиска на Испания обаче италианските власти са принудени да експулсират семейство Итурбиде, които заминават за Англия, където Агустин публикува автобиографията си. След като Агустин Итурбиде напуска Мексико, Конгресът му отпуска държавна пенсия, но също го обявява и за изменник, който е вън от закон и трябва да бъде убит, ако кракът му стъпи отново в Мексико.
И след заминаването на Агустин от Мексико положението на страната продължава да се влошава. В Англия до Итурбиде достигат сведения, че Испания се готви да завоюва отново Мексико. Итурбиде продължава да получава сведения и от Мексико, откъдето привържениците му го съветват да се завърне в страната и като неин освободител да поведе отново борбата срещу испанската агресия. На 13 февруари 1824 г. Итурбиде изпраща писмо до Конгреса, в което предлага услугите си в борбата срещу испанците, но писмото му остава без отговор. Най-накрая някои консервативни мексикански кръгове в Мексико канят бившия император да се завърне обратно в страната.

## Екзекуцията
Агустин де Итурбиде и семейството му се завръщат в Мексико на 14 юли 1824 г. Бившият император стъпва на мексиканска земя при Нуево Сантандер. Въпреки че са посрещнати празнично от местните хора, семейство Итурбиде скоро са арестувани и ескортирани до град Падила. Там местното събрание провежда процес срещу Агустин и го осъжда на смърт.
Агустин де Итурбиде е разстрелян на 19 юли 1824 г. Останките му са погребани в църквата на Падила. През 1833 г. президентът Санта Анна реабилитира Агустин и заповядва останките му да бъдат пренесени с почести в Мексико сити. Заповедта е изпълнена едва през 1838 от президента Антонио Бустаманте. На 27 октомври 1839 останките на Агустин де Итурбиде са препогребани в градската катедрала на Мексико.

## Позоваването
1. ↑  www.wdl.org

|  | Тази страница частично или изцяло представлява превод на страницата :Agustín de Iturbide в Уикипедия на английски. Оригиналният текст, както и този превод, са защитени от Лиценза „Криейтив Комънс – Признание – Споделяне на споделеното“, а за съдържание, създадено преди юни 2009 година – от Лиценза за свободна документация на ГНУ. Прегледайте историята на редакциите на оригиналната страница, както и на преводната страница, за да видите списъка на съавторите. ВАЖНО: Този шаблон се отнася единствено до авторските права върху съдържанието на статията. Добавянето му не отменя изискването да се посочват конкретни източници на твърденията, които да бъдат благонадеждни. |